# Kreisgericht Warendorf
Das Kreisgericht Warendorf war von 1849 bis 1879 ein preußisches Kreisgericht mit Sitz in Warendorf.

## Geschichte
In Borken bestand zwischen 1815 und 1949 das Land- und Stadtgericht Warendorf als Eingangsgericht im Sprengel des Oberlandesgerichts Münster. Die „Verordnung über die Aufhebung der Privatgerichtsbarkeit und des eximierten Gerichtsstandes sowie über die anderweitige Organisation der Gerichte“ vom 2. Januar 1849 hob die Patrimonialgerichtsbarkeit auf. Gleichzeitig wurde das Appellationsgericht Münster geschaffen, dem Kreisgerichte, darunter das Kreisgericht Warendorf zugeordnet waren. Sein Sprengel umfasste die Kreise Beckum und Warendorf mit den Städten Ahlen, Beckum, Oelde, Sendenhorst und Warendorf. Der Sprengel umfasste 67.638 Gerichtseingesessene. Das zuständige Schwurgericht war das Kreisgericht Münster. Gerichtskommissionen bestand in Ahlen, Beckum und Oelde. Gerichtstage wurden in Harsewinkel, Ostbevern, Sendenhorst und Wadersloh gehalten. Am Gericht waren ein Direktor und 10 Kreisrichter beschäftigt.
Mit den Reichsjustizgesetzen wurden die Gerichte im Deutschen Reich vereinheitlicht. Das Kreisgericht Warendorf wurde aufgehoben. Neu eingerichtet wurde nun das Amtsgericht Warendorf im Bezirk des Landgerichtes Münster.

## Gerichtskommissionen Ahlen, Beckum und Oelde
Die Gerichtskommissionen ersetzten die vorherigen Land- und Stadtgerichte Ahlen und Land- und Stadtgerichte Oelde sowie die Land- und Stadtgerichtskommission Beckum. 1879 wurde die Gerichtskommissionen aufgehoben und die Amtsgerichte Ahlen, Beckum und Oelde gebildet.

## Richter

### Direktoren
- Reinking (1851–1866)
- Dyckerhoff (1866–1869)
- Jungeblodt (1869–1879)

### Kreisgerichtsräte
- Jungeblodt (1849–1869, s. 1869 Dir.)
- von Schlebrügge (1849–1867)
- Brockhausen (1849–1879)
- von Kalckstein (1850–1865)
- Pahl (1861–1864)
- Sprickmann-Kerkerinck (1866–1879)
- Leinemann (1867–1874)
- Erxleben (1869–1879)
- Willebrand (1875–1879)

### Kreisrichter bzw. Kreisgerichtsräte der Gerichtskommission Ahlen
- Gützloe (1849–1850)
- Schrakamp (1849–1861/62)
- von Kalckstein (1849/50)
- Heitmann (1852–1858)
- Detmar (1853–1864)
- von Detten (1858–1879)
- Luigs (1864–1875)

### Kreisrichter bzw. Kreisgerichtsräte der Gerichtskommission Beckum
- Geissler (1849–1861)
- Sentrup (1861–1879)

### Kreisrichter bzw. Kreisgerichtsräte der Gerichtskommission Oelde
- von Hülst (1849–1867)
- Volmer (1849–1867)
- Meyer (1849–1855)
- von Bruchhausen (1855–1859)
- Willebrand (1859–1875)
- Schweling (1867–1879)
- Freiherr von Elmendorff (1875–1878)
- Zweigert (1878/79)[4]